# Elchanan Aschkenasi
Elchanan Aschkenasi (geboren 1713 in Polen; gestorben am 27. September 1780 in Altschottland (Stare Szkoty) bei Danzig) war ein deutscher Rabbiner.

## Leben
Elchanan Aschkenasi war der Sohn des Rabbiners Samuel-Sanwil Aschkenasi, der ab 1751 kurkölnischer Landesrabbiner in Bonn war.
Elchanan Aschkenasi wurde bereits mit 18 Jahren (1732) Rabbiner in Fordon (Großpolen). 1752 wurde er Rabbiner der damaligen Danziger Vorstadtgemeinden Altschottland, Weinberg (Winnica) und Langfuhr (Wrzeszcz), heute Stadtteile von Danzig. Er war dort Leiter einer bekannten Jeschiwa. Nach der Ersten Polnischen Teilung (1772) wählten ihn die westpreußischen Gemeinden zu ihrem Landesrabbiner.
Einer Berufung als Nachfolger seines Vaters in Bonn 1767 kam er zunächst nach, kehrte aber auf Bitten seiner Frau und der Gemeinde wieder um, nachdem er sich bereits auf den Weg gemacht hatte.

## Publikationen
- Ritualkompendium über Schulchan Aruch und Traktate, Berlin 1783.
- Drei Approbationen 1765–1775, erschienen bei Leopold Löwenstein:  Miffah haheskemat, index approbationum. Frankfurt a. M. 1923, S. 23 (Digitalisat).